# Столичний (ринок)
Столичний ринок (Ринок сільськогосподарської продукції) — гуртово-роздрібний ринок продуктів харчування та сільськогосподарської продукції Київського регіону. Він розташований у південно-західному передмісті м. Києва, за адресою с. Софіївська Борщагівка, вул. Велика кільцева, 110 а. Загальна поточна площа ринку понад 37 га. Ринок є учасником Світової організації гуртових ринків і веде свою діяльність по напрямках: овочі-фрукти (локальні та імпортовані), риба та м’ясо, молоко та м’ясопродукти, бакалія, сезонні квіти.

## Історія спорудження
Ринок був створений в рамках державної програми створення гуртових ринків сільськогосподарської продукції. Ринок розпочав свою діяльність 15 липня 2011 року. 
Перші напрямки, що почали діяти у 2011 році стали овочі-фрукти (локальні та імпортовані). У 2012-2013 році на ринку почали діяти торгові павільйони за напрямками), риба та м’ясо, молоко та м’ясопродукти. У 2016 році почав роботу перший гуртовий торговий склад імпортованих овочів та фруктів. 
З 2017 року на ринку відкривається власний гастрономічний простір Гастромаркет, який складається із нішових торгових напрямів, та крафтових виробництв (соління, хліб, кондитерські вироби, азійська кухня). 
У 2018 році на ринку починає діяти проєкт GastroHub – багатофункціональний простір для взаємодії та комунікації спеціалістів сфери HoReCa. GastroHub поєднує в собі  кухню з професійним обладнанням, зону активних майстер-класів для кухарів, можливості для food-зйомки, PopUp-ресторан, конференц-зал, коворкінг.
У вересні 2019 року на восьму річницю ринку на площі 900 м² на 384 палетах були розкладені ринкові шахи в панно 8 на 8 зі свіжих продуктів, що продаються на ринку. Було використано понад 40 продукції, у фотосесії взяло участь 600 осіб – продавці та адміністрація ринку.
11 грудня 2020 року новим мажоритарним власником ринку "Столичний" став київський підприємець Євген Горбач.
З 11 квітня 2022 року, після звільнення Київщини від окупаційних військ РФ, ринок “Столичний” відновив роботу.
У березні 2023 року ринок “Столичний” приєднується до Всесвітнього об’єднання гуртових ринків (WUWM).
З початку повномасштабного вторгнення на території ринку час від часу відбуваються благодійні акції на підтримку ЗСУ. Зокрема, 5 та 16 лютого 2024 року на ринковій локації Gastro Hub для участі у заході зібралося кілька десятків кухарів та спекли понад 12 тисяч млинців для військовослужбовців.
На квітень 2024 року затверджений план розбудови ринку передбачає збільшення торгових та складських приміщень, відкриття нових торгових напрямків та розвиток сфери дозвілля. Загальна площа землі, відведеної під будівництво ринку, становить 160 га, з них станом на весну 2012 року освоєно 37 га.

## Діяльність
Клієнти ринку це:
- Закупники сегмента HORECA;
- Торговці ярмарок та роздрібних ринків;
- Малий магазин.

Ринок Столичний є також популярним місцем сімейної тижневої закупки.
Загальні показники діяльності ринку.
- Загальний товарообіг продукції до 380 тис. тонн на рік (за даними 2020 року);
- Загальна кількість відвідувачі до 1,5 млн автомобілів на рік;

## Особливості і мета проєкту
Проєкт ринку передбачає формат багатофункціонального логістичного комплексу. Інноваційна модель ринку поєднує класичні форми торгівлі продукцією із розвинутою логістикою та дистрибуцією. Проєкт має на меті створення цивілізованого місця зустрічі попиту та пропозиції, що дозволить виявити та сформувати реальну ринкову ціну на продукцію, а також сприятиме переміщенню товарних потоків в регіоні, в країні та на міждержавному рівні. Об'єкт відіграватиме роль центру ринкової інформації та обміну досвідом, презентаційної, навчальної та виставкової діяльності аграрного та торгового напрямку. У роботі ринку дотримуються вимоги міжнародних стандартів ISO 9001 (система менеджменту якості організацій і підприємств), ISO 14001 (механізм впровадження та функціонування ефективної системи екологічного менеджменту) і ISO 22000 (система менеджменту в області безпеки харчової продукції). 
Головна перевага гуртового ринку — комплексне задоволення потреб покупців у свіжій продукції різних товарних груп. Плодоовочевий, м'ясо-молочний, рибний і квітковий напрямки забезпечать повний спектр продукції, необхідний усім споживачам — починаючи від заощадливого покупця і закінчуючи великими експортоорієнтованими компаніями.

## Розташування
Ринок розташований на Окружній дорозі між Одеським і Житомирським напрямком. Адреса: Київська обл., Києво-Святошинський р-н, с. Софіївська Борщагівка, вул. Велика Кільцева, 110-А.

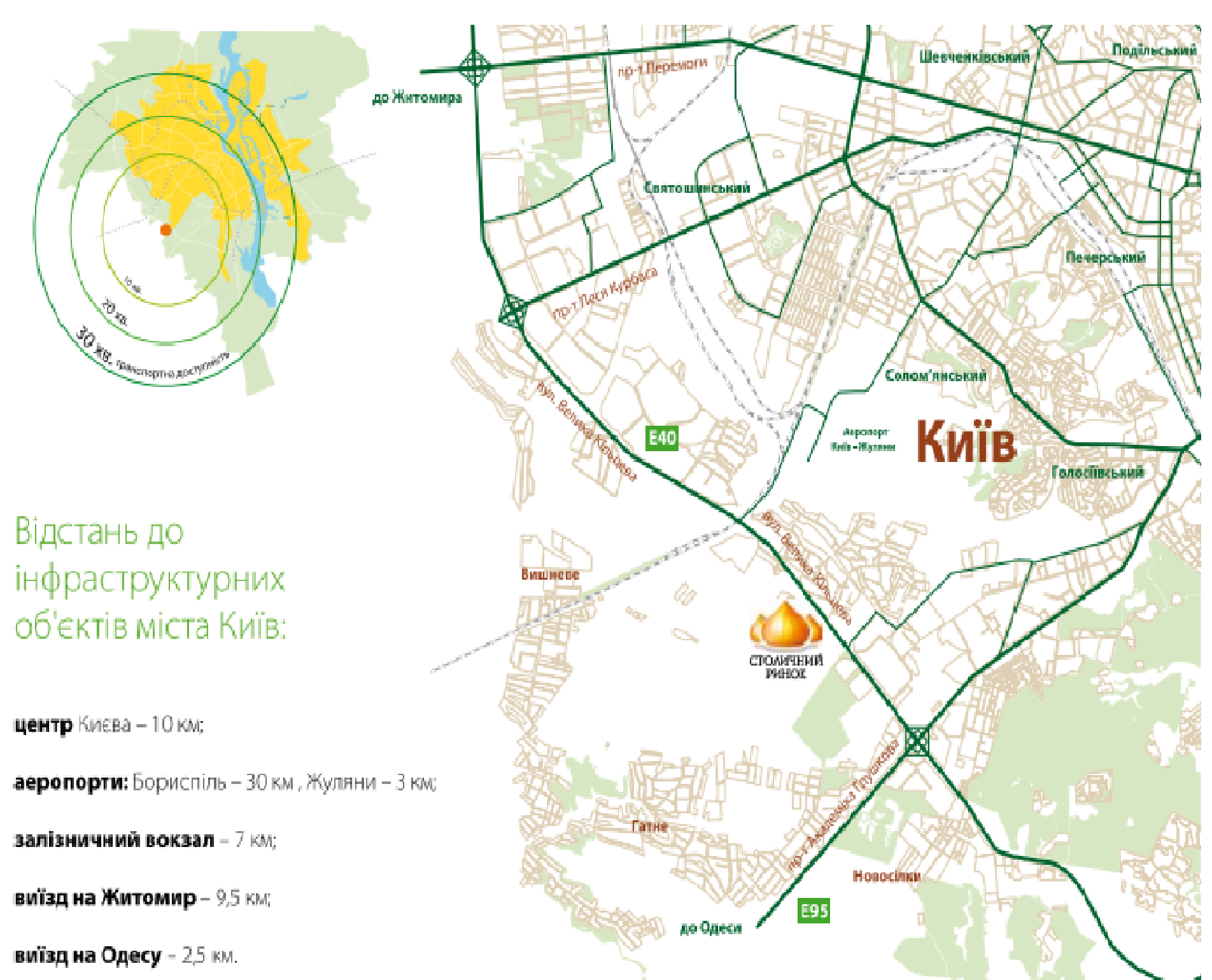

## Генплан Столичного ринку до 2027 року
| Назва об'єкту інфраструктури                      | І черга будівництва 2011 рік, м кв. | ІІ,ІІІ,IV черги, 2012–2014 роки, м² | V- X черги, 2014-2027 роки, м² |
| ------------------------------------------------- | ----------------------------------- | ----------------------------------- | ------------------------------ |
| Загальна площа ринку, га                          | 40                                  | 160                                 | 139                            |
| Павільйон «Овочі-Фрукти», з рампами, м²           | 5544                                | 24948                               | 26217                          |
| Навіси для торгівлі з автомобілів, м²             | 16632                               | 8316                                | 8400                           |
| Термінал «М'ясо та м'ясопродукти», з рампами, м²  | 7 524                               | 7524                                | 8415                           |
| Термінал «Риба та морепродукти», з рампами, м²    | 7 524                               |                                     | 7621                           |
| Павільйон «Квіти», з рампами, м²                  | 6 000                               | 6 000                               | 8310                           |
| Термінал «Молокопродукти», з рампами, м²          |                                     | 7 524                               | 8415                           |
| Термінал «Продовольчі товари», з рампами, м²      |                                     | 12 000                              | 1870                           |
| Офісно-сервісний центр, м²                        |                                     | 1 000                               |                                |
| Виставковий центр, м²                             |                                     | 17 000                              |                                |
| Логістичний комплекс, м²                          |                                     | 60 000                              | 62790                          |
| Овочесховища, з рампами, м²                       | 2 772                               | 36 000                              |                                |
| Адміністративний корпус з виставковим центром, м² |                                     |                                     | 19000                          |
| Готель, виставковий центр, офісний комплекс, м²   |                                     |                                     | 110000                         |
| ВСЬОГО                                            | 45 996                              | 173 312                             | 492 661                        |